# Крушение рейса TWA 1
Катастрофа DC-2 под Юнионтауном — авиакатастрофа самолёта Douglas DC-2 7 апреля 1936 года, произошедшая в штате Пенсильвания, США. В результате катастрофы погибло 12 из 14 человек, находившихся на борту. Выжили совершившая подвиг стюардесса Нелли Грейнджер (англ. Nellie Granger) и одна пассажирка — жена мэра Ньюарка.

## Крушение
7 апреля самолёт совершал регулярный рейс Ньюарк-Питтсбург (как часть рейса по пересечению всего континента — это был Sun Racer, рекламировавшийся как рейс, способный доставить пассажиров с одного американского побережья на другое всего за сутки) с промежуточной посадкой в Камдене, где произошла дозаправка и были взяты на борт дополнительные пассажиры. Затем полёт продолжился. Пилот связывался с землёй, считая, что находится в окрестностях аэропорта назначения. Но из-за проблем с радио, по которому определялся курс в аэропорту Питтсбурга, и отклонения реального курса от планового примерно на 8 градусов, пилот заблудился и стал ходить кругами над сельской местностью. Была плохая погода, туман, низкая облачность. Заметив с воздуха небольшую реку, пилот самолёта решил лететь по ней, поддерживая визуальный контакт с ориентирами на земле. Он, вероятно, осознал, что навигационная ошибка завела его слишком далеко на юг, и поэтому летел на север, чтобы скорректировать курс. Туман и облачность заставили его снизиться, чтобы не потерять реку из виду. В результате он не успел набрать высоту перед горой Чит и врезался в неё.

## Подвиг Нелли Грейнджер
Стюардесса Нелли Грейнджер была выброшена из разбившегося самолёта и очнулась на земле. Она вытащила из горевших обломков нескольких человек, оказала им первую помощь, а затем, видя, что им требуется срочная госпитализация, несмотря на плохую погоду прошла несколько миль по замеченному ей в поле телефонному кабелю до дома фермера, откуда позвонила в авиакомпанию и сообщила о катастрофе.

## Реакция на катастрофу
После катастрофы возросли усилия по предложенному за год до неё созданию центров управления полётами, в итоге вылившиеся в появление современной системы ATC (air traffic control).
Подвиг Нелли Грейнджер был воспет газетами New York Times и Time Magazine, компания также продвинула её по службе на одну из руководящих должностей.

Джо Баркер написал об авиакатастрофе песню «The Crash of The Sun Racer», в которой есть следующие слова: 
«Her flight was made on schedule till she reached the mountain tall. / It’s just 12 miles from Uniontown the ship began to fall. / Our praise goes to the stewardess who spread the news around / And tried to help the passengers as the ship blazed on the ground.»
В 2002 на месте крушения был возведён гранитный монумент.